# مقاطعة رينو (كانساس)
مقاطعة رينو (بالإنجليزية: Reno County)‏ هي إحدى المقاطعات في ولاية كانساس، الولايات المتحدة الأمريكية.